# Stronger (Britney Spears-dal)
A Stronger egy dal Britney Spears amerikai énekesnő második nagylemezéről, az Oops!… I Did It Again-ről. Miután Britney találkozott Max Martin és Rami Yacoub producerekkel Svédországban, felvett néhány dalt az albumra, többek között a Stronger-t. A felvétel 2000. november 13-án jelent meg az album harmadik kislemezeként a Jive Records gondozásában. A tinipop és dance-pop stílusú felvétel az önállósulásról szól, bővebben arról, hogy egy lány belefárad abba, hogy a barátja hazudozik neki és úgy dönt, hogy új életet fog kezdeni nélküle. A zenekritikusok pozitívan fogadták, dicsérték a szövegét, és a legjobb dance számnak vélték az albumról.
A Stronger világszerte sikeres volt, top 5-ös lett Ausztriában, Németországban és Svédországban, míg bekerült a legjobb 10-be Finnországban, Írországban, Svájcban és az Egyesült Királyságban. 11. helyezésig jutott el a Billboard Hot 100-on, és később aranylemeznek nyilvánították, mivel már több, mint fél millió példányban kelt el az Egyesült Államokban. A zenei videójának rendezője Joseph Kahn volt, aki úgy vélte, hogy a videó tematikusan eltér Spears korábbi videóitól. A klip kapott egy jelölést a 2001-es MTV Video Music Awards-on A legjobb Pop Videó kategóriában.
Spears sokszor fellépett vele, beleértve a Radio Music Awards-on 2000-ben, az American Music Awards-on 2001-ben, és egy exkluzív Hawaii koncerten. Az énekesnő 2 turnéjának a dallistáján kapott helyet. Elsőnek az Oops!… I Did It Again World Tour-on adta elő, ahol a show második száma volt. Utoljára a 2001-es Dream Within a Dream Tour-on énekelte el. Ezek mellett még a Piece of Me show dallistáján is szerepel. A dalt Kevin McHale fedezte a Glee című műsorban, egy Britneynek szánt külön részben. A feldolgozás pozitív visszajelzéseket kapott a kritikusoktól.

## Háttér
1999-ben Spears elkezdett dolgozni élete 2. stúdióalbumán, az Oops!… I Did It Again-en Svédországban és Svájcban. Miután találkozott Max Martin és Rami Yacoub producerekkel Svédországban, felvett néhány dalt a közelgő albumára, többek között a Stronger-t, amit Martin és Rami közösen írt, és termelt. Spears miután visszatért az Államokba, egy MTV-nek adott interjú során, hogy nagyon elégedett a felvett anyaggal: „Most jöttem vissza Svédországból, és végeztem az album felvételeinek a felével. Nagyon elégedett vagyok az anyaggal. Szóval most tényleg egész nap a stúdióban ültem, és dolgoztam.” A dalt Spears 1999 novembere és 2000 januárja között vette fel Svédországban, azon belül a Cheiron Studios-ban. Britneyék felvettek még egy, Walk On By című dalt is, ami a kislemez B-oldalaként funkcionál. A Stronger 2000. november 13-án jelent meg az album harmadik kislemezeként.

## Kompozíció
A Stronger egy tinipop, dance-pop stílusú felvétel. Jellegzetessége, hogy egy bonyolult ritmust tartalmaz. 3 perc, és 23 másodperc hosszú. A digitális kotta szerint, amit a Musicnotes.com tett közzé, a dal B-dúrban íródott, és 108 percenkénti leütésszámmal rendelkezik. Spears hangterjedelme C♯3-tól C♯5-ig terjed. A kritikusok szerint a számmal Spears a függetlenségét akarta kimutatni. Példaként a következő sorokat említették a dalból: "I'm not your property", (magyarul: "Én nem vagyok a tulajdonod") "I don't need nobody" (magyarul: "Nincs szükségem senkire"). Bár nem Spears írta a dalt, úgy gondolták, hogy a dalszöveggel a kiadójának és a menedzserének akart üzenni. David Browne, az Entertainment Weekly munkatársa a Stronger-t a The Rolling Stones The Last Time című slágeréhez hasonlította.

## Kritikai fogadtatás
A dal pozitív visszajelzéseket kapott a zenekritikusoktól. Stephanie McGrath, a Jam! szerkesztője a legjobb dance számnak tartotta az albumról, és összehasonlította az ’N Sync Bye, Bye, Bye számával, és a Backstreet Boys The One című dalával. Tracy E. Hopkins, a Barnes and Noble írója egyszerűen így nyilatkozott róla: „Britney és a karrierje egyre jobban pezseg a diadalmas Stronger-rel.” David Veitch szerint a Stronger egy mesés ritmussal rendelkező szám, ami próbára teszi Spears vokális képességeit. Azt viszont nem értette, hogy a dal végére mért kellett a "lihegés". Az NME személyzete az ABBA slágereihez hasonlította, mondván: „A dalban szereplő kórus, és a szintipop hangzás nagyon hasonlít az ABBA számaihoz.” Hozzátette, hogy a refrénje sokkal "ijesztőbb" és "robotikusabb", mint a korábbi dalainak refrénje. Andy Battaglia úgy gondolta, hogy Spears a dallal "le tudná rombolni az egész zeneipart".

### Díjak és jelölések
| Év   | Díjátadó           | Kategória     | Eredmény |
| ---- | ------------------ | ------------- | -------- |
| 2001 | Teen Choice Awards | A legjobb dal | Jelölve  |

## Kereskedelmi teljesítmény

### USA
2001. január 17-én 11. lett a Billboard Hot 100-on, ami a legjobb helyezése maradt. 4 héttel később a 17. helyig jutott a Pop Songs listán. Emellett a magas eladásoknak köszönhetően 2. lett a Hot Dance Music / Maxi-Singles Sales listán, és a 37. helyig jutott Rhythmic Top 40-en. A Recording Industry Association of America (RIAA) szervezet aranylemezzé nyilvánította, miután több, mint 500 000 darab került belőle eladásra az Egyesült Államokban. 2012 júniusára 415 000 fizikai, és 270 000 digitális példányban kelt el az USA-ban. Spears 3. legkelendőbb fizikai kislemeze az USA-ban, a debütáló kislemeze és a From the Bottom of My Broken Heart után.
2010-ben, miután vetítésre került a Glee-nek az a része, ahol McHale előadta, az 53. helyen debütált az erős digitális eladásoknak köszönhetően.

### Európa és Óceánia
Európában nagy sikert aratott, bekerült a legjobb 20-ba minden országban, ahol feltérképezték. 4. lett Ausztriában és Svédországban, 6. Írországban és Svájcban, 8. Finnországban, míg bekerült a top 20-ba több országban. 2000. december 16-án a 7. helyen debütált a brit kislemezlistán, majd a következő héten visszacsúszott a 11. helyre. Mára 185 000 fizikai darab került belőle gazdára az Egyesült Királyságban. Spears 14. legkelendőbb száma a szigetországban. Franciaországban épp, hogy bekerült a top 20-ba (20. hely), ezzel pedig ott érte el a legalacsonyabb helyezését világszerte. Azonban a Syndicat National de l'Edition Phonographique (SNEP) szervezet ezüst minősítést könyvelt el neki, mivel 125 000 darabot adtak el belőle az országban. Németországban a 4. helyig jutott, és később aranylemez lett 250 000 darabos eladással. Az Egyesült Államok után Németországban érte el a legnagyobb sikerét.
Ausztráliában a 13. helyezésig jutott. Később aranylemez lett 35 000 eladott példánnyal. Új-Zélandon is hasonló eredményeket produkált (15. hely, aranylemez).

## Videóklip

Spears a Stronger klipjében. Egy furcsa, csillámos ruhában, fekete háttérben táncol egy székkel az egész videóban.

### Háttér
A zenei videóját Los Angelesben forgatták le. Rendezője Joseph Kahn volt, aki először dolgozott együtt az énekesnővel. Elmondta, hogy számos dolog Britney ötlete volt. A székkel való táncolás, és az autóvezetés is az ő ötlete volt. Kahn azt is megjegyezte, hogy amint említette Spears a székes ötletet, rögtön eszébe jutott Janet Jackson egyik klipje, ami a The Pleasure Principle című kislemezéhez készült. Miután elkészült a klip, Jocelyn Vena elárulta, hogy egy félig futurisztikus világban játszódik, amiben Spears szakít a barátjával, és diadalmasan átsétál az esőben egy hídon. Kahn szerint nagyon kifinomultra sikeredett a klip, mivel erősen eltér Spears eddigi "mézes-mázas" videóitól. Megjegyezte még, hogy Britney lehet, hogy ezzel a klippel lett igazi díva. Egy másik felvétel megtalálható Spears Greatest Hits: My Prerogative című DVD-jén.

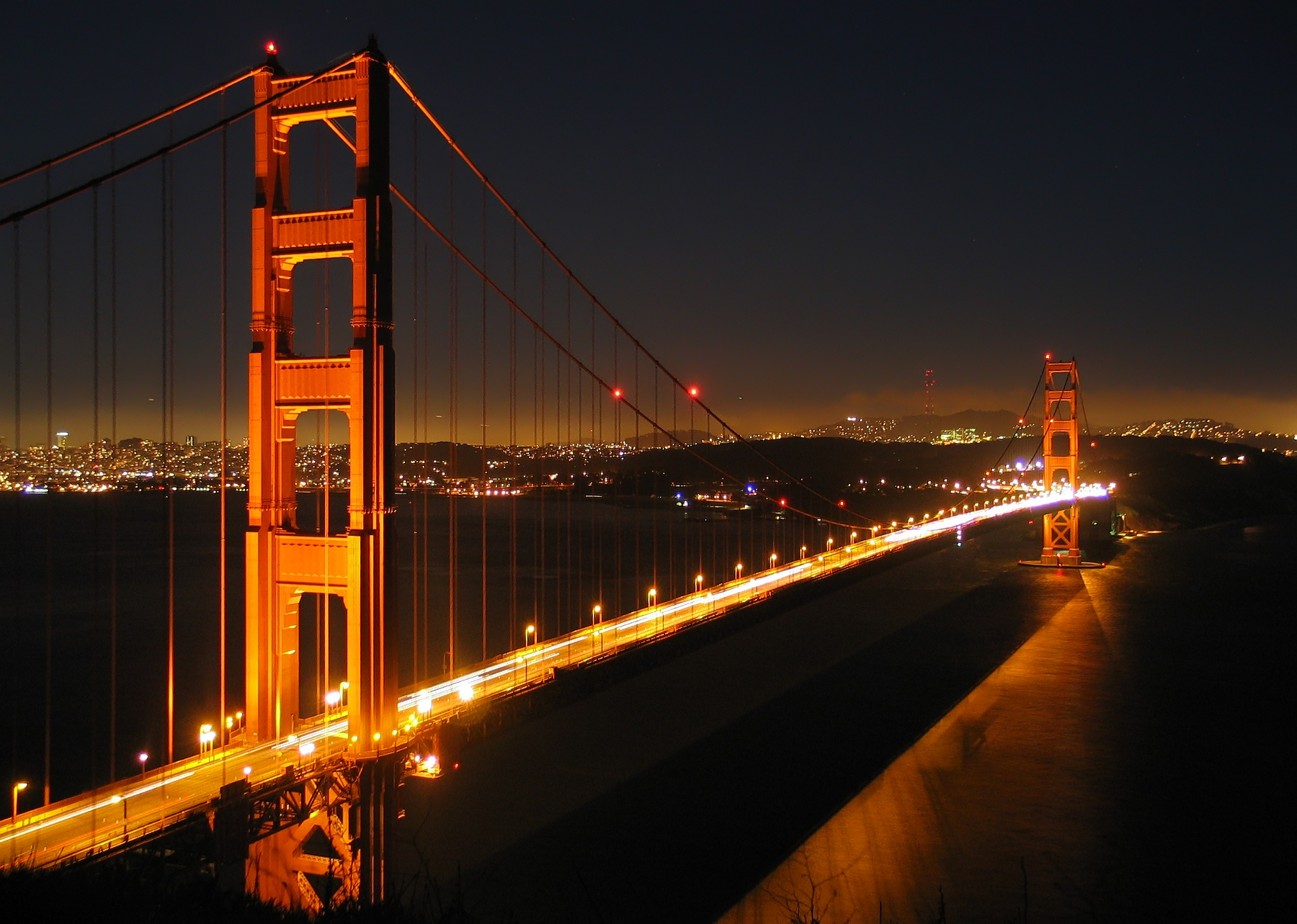
A klip végén a Golden Gate hídhoz hasonlón megy át Britney.

### Áttekintés és recepció
A klip egy felirat megjelenésével kezdődik: "Britney Spears – Stronger". Ezt követően egy toronyban megjelenik Britney, a barátja és egy idegen nő. A barátja az idegen nőre mosolyog, majd az énekesnő belátja, hogy szebb élete lesz nélküle, és szakít vele. A klip másik részében egy székkel táncol fekete háttérben. A videó második felében Spears elkezd vezetni egy Ford Mustangot, de elveszti az irányítást, fordul vele egy nagy kört és megáll. Miután kiheverte a balesetet, elkezd sétálni az esőben. Eközben a szék átalakul bottá és azzal kezd el táncolni. A videó végén diadalmasan átsétál egy a Golden Gate hídhoz hasonló hídon.
Premierjére 2000. november 2-án került sor. Nuzhat Naoreen dicsérte a klipet, mondván: „Kevés előadóművész tud olyan rutinosan táncolni különböző tárgyakkal, mint ahogy azt Britney tette a Stronger klipjében”. A videót jelölték a 2001-es MTV Video Music Awards-on A legjobb Pop Videó kategóriában, de a díjat az ’N Sync klipje nyerte. A Billboard egyik szavazásából kiderült, hogy a Stronger klipjét tartják a rajongók a 8. legjobb Britney kisfilmnek.
| Év   | Díjátadó               | Kategória           | Eredmény |
| ---- | ---------------------- | ------------------- | -------- |
| 2001 | MTV Video Music Awards | A legjobb pop videó | Jelölve  |

## Élő előadások és feldolgozások

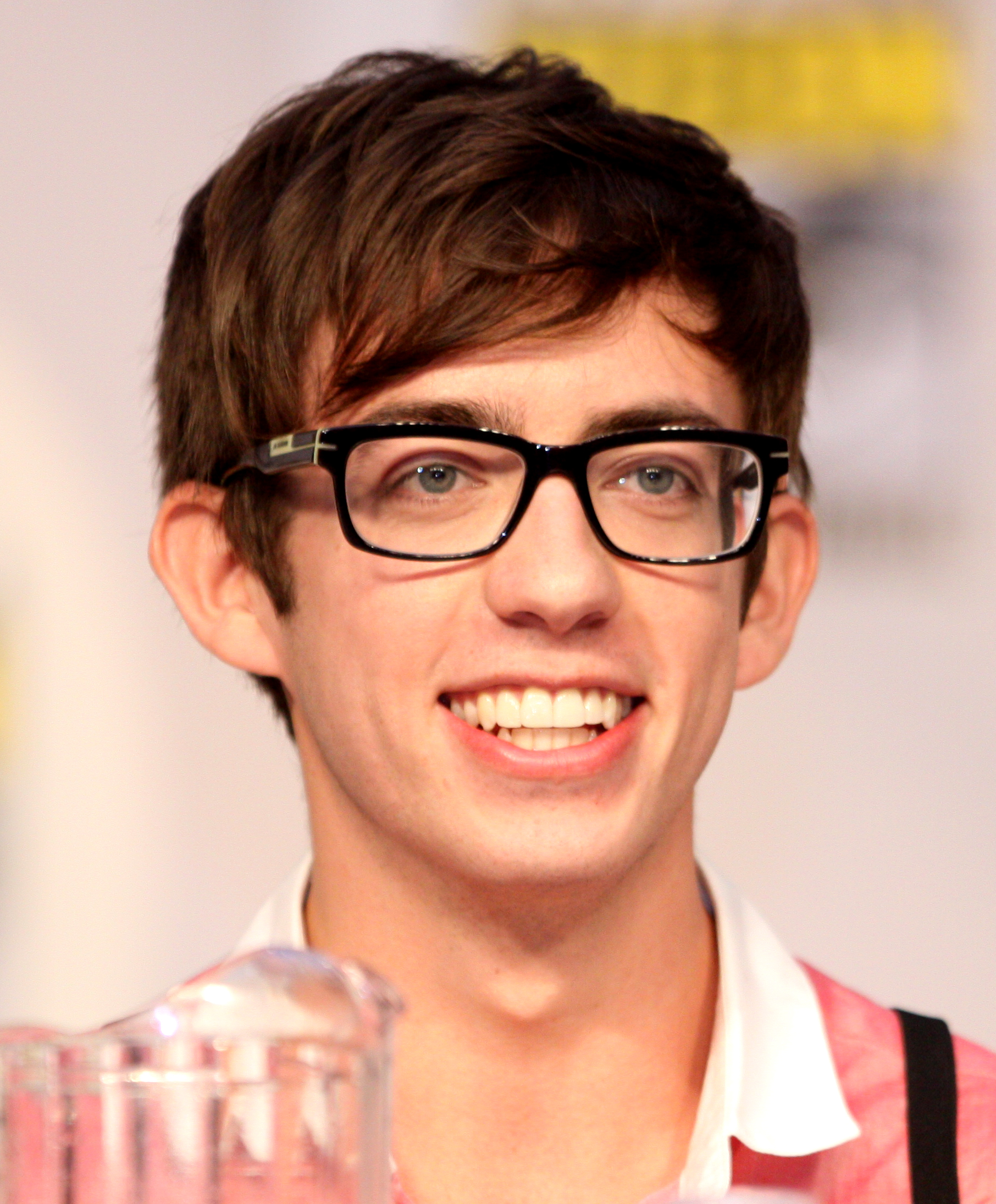
Kevin McHale adta elő a Glee című műsorban.

Britney először az Oops!… I Did It Again World Tour-on adta elő. A show egy bevezetővideóval kezdődött, amiben üdvözölte a közönséget. Majd egy hatalmas diszkógömbből kijőve előadta a (You Drive Me) Crazy-t. Ezt követően énekelte el a dalt egy csillogó farmerben, és egy narancssárga felsőben. Utoljára a Dream Within a Dream Tour-on lépett fel vele. Miután befejezte a Boys című számának előadása után, egy festett ruhában és egy keménykalapban énekelte el. Spears sok televíziós műsorban is előadta: a 2001-es American Music Award-on, aminek az MTV a Total Britney Live címet adta. 2000. június 8-án egy különleges Hawaii koncerten exkluzív adásban lépett fel a számmal. Ezek mellett a 2000-es Radio Music Awards-on adta elő élőben. Németországban közvetítették. Csak nem 11 évvel a dal utolsó előadásánál később újra előadta (egy remix verzióját) az énekesnő, a Piece of Me shown, dzsungeles szisztémában.
Kevin McHale fedezte a Glee című műsorban, melyben szenteltek egy külön kiadást az énekesnőről Britney/Brittany címmel. Az epizódban Artie, akit McHale személyesit meg, hallucinált, és elképzelte, hogy a fogászati látogatásnál énekli el a dalt. Raymund Flandez felettév élvezhetőnek nevezte az átdolgozást, míg Tim Stacknak ez volt a kedvence az epizódban.

## Számlista és formátumok
| - 12 "Vinyl 1. Stronger (Pablo La Rosa's Tranceformation) – 7:21 2. Stronger (Pimp Juice's Extra Strength Dub) – 7:05 3. Stronger (Miguel 'Migs' Vocal Mix) – 6:31 4. Stronger (Miguel 'Migs' Dub) – 6:54 - The Remixes – EP 1. Stronger – 3:23 2. Stronger (Mac Quayle Club Mix) – 7:50 3. Stronger (Pablo La Rosa's Tranceformation) – 7:21 4. Stronger (Miguel 'Migs' Vocal Mix) – 6:31 5. Stronger (Jack D. Elliot Club Mix) – 6:38 6. Stronger (Pimp Juice's "Ain't No Shame In This Vocal Mix Game" Mix) – 5:50 | - Ausztrál CD kislemez 1. 1. Stronger – 3:23 2. Stronger (Instrumental) – 3:23 3. Walk on By – 3:34 4. Stronger" (Miguel 'Migs' Vocal Edit) – 3:41 - Ausztrál CD kislemez 2. 1. Stronger – 3:23 2. Stronger (Pablo La Rosa's Tranceformation Edit) – 3:28 - The Singles Collection kislemez 1. Stronger – 3:23 2. Walk on By – 3:35 |

## Slágerlistás helyezések és minősítések
| Kislemezlista (2000)               | Legjobb helyezés |
| ---------------------------------- | ---------------- |
| Belga kislemezlista (Flandria)     | 15               |
| Belga kislemezlista (Vallónia)     | 14               |
| Holland Mega Top 100 kislemezlista | 12               |
| Olasz kislemezlista                | 16               |
| Spanyol kislemezlista              | 15               |
| Svájci kislemezlista               | 6                |
| Svéd kislemezlista                 | 4                |
| Kislemezlista (2001)               | Legjobb helyezés |
| Ausztrál kislemezlista             | 13               |
| Brit kislemezlista                 | 7                |
| Dán kislemezlista                  | 12               |
| Európai Hot 100 kislemezlista      | 3                |
| Finn kislemezlista                 | 8                |
| Francia kislemezlista              | 20               |
| Ír kislemezlista                   | 6                |
| Kanadai Hot 100 kislemezlista      | 9                |
| Német kislemezlista                | 4                |
| Norvég kislemezlista               | 11               |
| Osztrák kislemezlista              | 4                |
| Román kislemezlista                | 9                |
| Új-zélandi kislemezlista           | 15               |
| USA Billboard Hot 100 lista        | 11               |
| USA Mainstream Top 40 (Pop Songs)  | 17               |
| USA Top 40 Tracks                  | 28               |
| USA Rhythmic Top 40                | 37               |
| USA Radio Songs                    | 53               |
| USA Hot 100 Singles Sales          | 2                |
| Kislemezlista (2010)               | Legjobb helyezés |
| USA Billboard Hot 100 lista        | 53               |

| Kislemezlista (2000)   | Helyezés |
| ---------------------- | -------- |
| Ausztrál kislemezlista | 85       |
| Német kislemezlista    | 61       |
| Svéd kislemezlista     | 46       |
| Kislemezlista (2001)   | Helyezés |
| Osztrák kislemezlista  | 41       |
| Román kislemezlista    | 80       |
| Svájci kislemezlista   | 90       |

| Ország           | Minősítés  | Eladás   |
| ---------------- | ---------- | -------- |
| Ausztrália       | Aranylemez | 35 000+  |
| Dánia            | Aranylemez | 5000+    |
| Egyesült Államok | Aranylemez | 415 000+ |
| Franciaország    | Ezüstlemez | 125 000+ |
| Németország      | Aranylemez | 250 000+ |
| Új-Zéland        | Aranylemez | 75 000   |

## Közreműködők
| - Britney Spears - vokál, háttérvokál - Max Martin - dalszerzés, komponálás, keverés, háttérvokál - Rami Yacoub - dalszerzés, komponálás - Nana Hedin - háttérvokál - Tom Coyne - keverés - John Amatiello - pro-tools mérnök |

## Fordítás
- Ez a szócikk részben vagy egészben  a   Stronger (Britney Spears song) című angol Wikipédia-szócikk fordításán alapul.  Az eredeti cikk szerkesztőit annak laptörténete sorolja fel. Ez a jelzés csupán a megfogalmazás eredetét és a szerzői jogokat jelzi, nem szolgál a cikkben szereplő információk forrásmegjelöléseként.

## Külső hivatkozások
- Videóklip a Vevo-n – VEVO.
- Stronger dalszövege